# James Town (Wyoming)
James Town es un lugar designado por el censo ubicado en el condado de Sweetwater en el estado estadounidense de Wyoming. En el año 2010 tenía una población de 536 habitantes y una densidad poblacional de 24.14 personas por km².

## Geografía
James Town se encuentra ubicado en las coordenadas 41°34′2.18″N 109°33′17.24″O / 41.5672722, -109.5547889. Según la Oficina del Censo, la localidad tiene un área total de 22,2 km² (8,6 mi²), de la cual 21,6 km² (8,3 mi²) es tierra y 0,5 km² (0,2 mi²) (2.45%) es agua.

### Localidades adyacentes
El siguiente diagrama muestra a las localidades en un radio de 68 kilómetros (42,3 mi) de James Town.

## Demografía
En el 2000 la renta per cápita promedia del hogar era de $52.083, y el ingreso promedio para una familia era de $53.295. El ingreso per cápita para la localidad era de $18.708. En 2000 los hombres tenían un ingreso per cápita de $38.618 contra $30.083 para las mujeres. Alrededor del 8.0% de la población estaba bajo el umbral de pobreza nacional.